# جوزيف شتراوس
جوزيف بيرمان شتراوس (بالإنجليزية: Joseph Baermann Strauss)‏

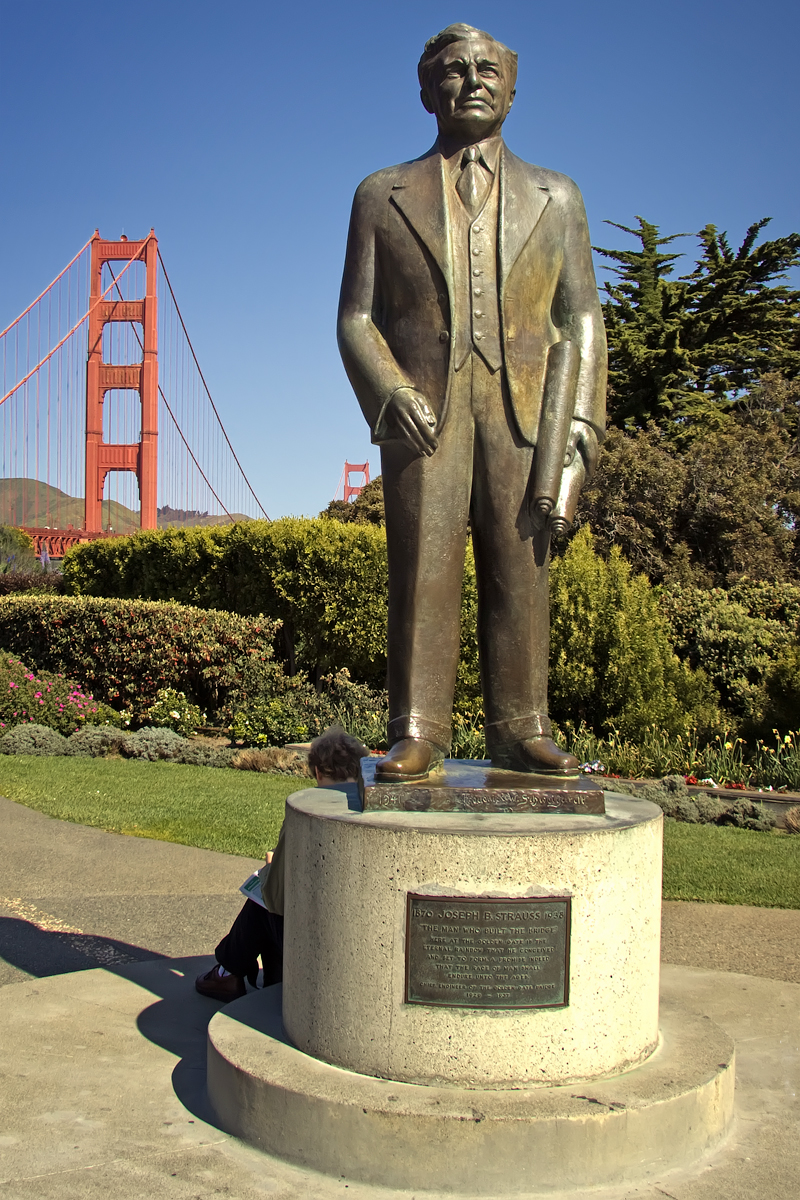
تمثال مخلد لمهندس جسر البوابة الذهبية الذي يظهر في الخلف

(9 يناير 1870 بسينسيناتي، أوهايو - 16 مايو 1938 بلوس أنجلوس ) مهندس أمريكي من أصل ألماني معروف أكثر بكونه المهندس الرئيسي في بناء جسر البوابة الذهبية بسان فرانسيسكو أحد أبرز المعالم الأمريكية في الوقت الحاضر.

## روابط خارجية
- جوزيف شتراوس على موقع الموسوعة البريطانية (الإنجليزية)